# Helmut Trotnow
Helmut Trotnow, OBE (* 23. Juli 1946 in Bad Segeberg) ist ein deutscher Historiker und war Gründungsdirektor des AlliiertenMuseums in Berlin.

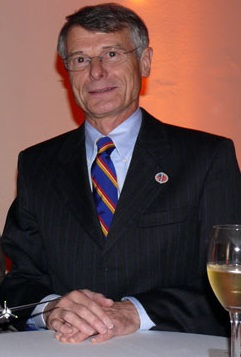
Helmut Trotnow, Oktober 2008

## Leben und Wirken
Nach dem Abitur im Jahr 1966 studierte Trotnow Anglistik und Geschichte an den Universitäten Kiel und Stuttgart. Das Staatsexamen absolvierte er nach sieben Semestern mit einer Sondergenehmigung des baden-württembergischen Kultusministeriums. Von 1973 bis 1975 promovierte er an der London School of Economics and Political Science im Fachbereich „International History“. Die „University of London“ verlieh ihm 1980 den Titel „Doctor of Philosophy“.
Mit Unterstützung des Deutschen Akademischen Austauschdienstes (DAAD) verbrachte Trotnow die 1970er Jahre in Großbritannien und war von 1971 bis 1973 an der Universität Lancaster und anschließend bis 1975 am Polytechnic of Central London als Lektor für die deutsche Sprache tätig.
Nach der Rückkehr in die Bundesrepublik betätigte er sich vorrangig im Bereich der Nachwuchsförderung und entwickelte 1979/80 im Auftrag des Stifterverbandes für die Deutsche Wissenschaft einen Schülerwettbewerb Fremdsprachen, der nach zwei regional begrenzten Probeläufen zum Bundeswettbewerb Fremdsprachen ausgeweitet wurde. Parallel dazu übernahm er die Geschäftsführung für den Bundeswettbewerb Mathematik und die damit verbundene Auswahl und Vorbereitung deutscher Schülermannschaften für die jährlich stattfindenden Internationalen Mathematik-Olympiaden. Als Geschäftsführer des Vereins Bildung und Begabung setzte er sich für den Gedanken der Hochbegabtenförderung ein.
Im Jahr 1988 kehrte Trotnow zur historischen Facharbeit zurück und wurde Mitglied im Aufbaustab für das Deutsche Historische Museum (DHM), Berlin. In dieser Funktion war er maßgeblich beteiligt an zwei wegweisenden Projekten im Bereich der historischen Erinnerungsarbeit. Die Idee zur Errichtung einer Gedenkstätte zur Geschichte der Berliner Mauer stammte von ihm. Dank seiner Aktivitäten in Zusammenarbeit mit Pfarrer Fischer von der Versöhnungsgemeinde in Berlin-Wedding konnte ein Abschnitt der Sektorengrenze in der Bernauer Straße unter Denkmalschutz gestellt werden. Von 1991 bis 1994 betreute er die deutsch-sowjetische, später russische Expertenkommission, die von der Bundesregierung eingesetzt worden war, um ein Konzept für die Fortführung der ehemals sowjetischen Gedenkstätte in Berlin-Karlshorst zu entwickeln. 1994 schließlich wurde er Kurator der Ausstellung „Mehr als ein Koffer bleibt. Die Geschichte der Westmächte und Berlin von 1944 bis 1994“. Sie wurde der Ausgangspunkt für die Entwicklung des AlliiertenMuseums. Die offizielle Gründung des international ausgerichteten Museums erfolgte 1996. Die feierliche Eröffnung fand 1998 aus Anlass des 50. Jahrestages des Beginns der Berliner Luftbrücke statt. Als Gründungsdirektor war Trotnow für die Aktivitäten des Museums bis zu seinem Ausscheiden 2009 verantwortlich. Neben der ständigen Ausstellung entstanden unter seiner Leitung zahlreiche Sonderausstellungen, Veranstaltungen und Publikationen, die unser Wissen um die deutsche und internationale Nachkriegsgeschichte erheblich erweitert haben. Aufgrund seiner Verdienste bei der Aufarbeitung der Geschichte der Westmächte und Berlin verlieh ihm Königin Elisabeth II. im Juli 1998 den Titel eines „Honorary Officer of the British Empire“.

## Schwerpunkte der historischen Forschungsarbeiten
- Geschichte der deutschen und internationalen Arbeiterbewegung im 19./20. Jahrhundert.
- Geschichte der Westmächte und Berlin von 1945 bis 1994

## Veröffentlichungen
Neben Aufsätzen in historischen Fachzeitschriften hat Trotnow Beiträge in Zeitungen wie Die Zeit, Hamburg oder Der Tagesspiegel, Berlin publiziert.
- Thomas Finkenstaedt/Franz-Rudolf Weller, Schrittweise zur Validität. Der Schülerwettbewerb Fremdsprachen im Stifterverband für die Deutsche Wissenschaft, Universität Augsburg 1988
- Karl Liebknecht, Eine politische Biographie, Köln 1980. Zweite Auflage 2018 ISBN 3-462-01387-4.
- Mauern sind nicht für ewig gebaut. Zur Geschichte der Berliner Mauer, Berlin 1990, ISBN 9783549066935.
- Die Entstehung des AlliiertenMuseum Berlin: Der Gründungsdirektor blickt zurück, Norderstedt 2023, ISBN 9783757836108